# HFC Haarlem
Pour les articles homonymes, voir HFC.
Ne doit pas être confondu avec Koninklijke HFC.
Maillots
Le HFC Haarlem est un ancien club néerlandais de football basé à Haarlem. 

## Histoire
Fondé le 1er octobre 1889, le club de Haarlem remporte le titre national néerlandais en 1946, et atteint à cinq reprises la finale de la coupe néerlandaise, la remportant deux fois (1902 et 1912) et la perdant trois fois (1911, 1914 et 1950). 
Haarlem arrive également en tête de l'Eerste divisie (deuxième division) à trois reprises (1972, 1976 et 1981). En 1982, Haarlem se qualifie pour la coupe de l'UEFA, en étant éliminé par le Spartak de Moscou au deuxième tour. En 1990, Haarlem est relégué une nouvelle fois en Eerste divisie.
En janvier 2010, le club est déclaré en faillite et disparaît.

### Dates clés
- 1889 : fondation du club sous le nom de Haarlemsche FC
- 1980 : le club est renommé SBV Haarlem
- 1992 : le club est renommé HFC Haarlem
- 2010 : le club disparaît à la suite de sa faillite.

## Palmarès
- Championnat des Pays-Bas
  - Champion : 1893 (non officiel), 1895 (non officiel) et 1946.

- Coupe des Pays-Bas
  - Vainqueur : 1902, 1912
  - Finaliste : 1911, 1914, 1950

## Entraîneurs
- 1987-1989 :  Dick Advocaat
- 1997-2000 :  Karel Bonsink
- 11/2000-12/2002 :  Heini Otto